# Nightqueen
Nightqueen is een Belgische symfonische metalband, met powermetalinvloeden, die aan het einde van 2004 door gitarist Rex Zeco werd opgericht. De band bestaat sinds 2014 uit zangeres Hellen Heart, bassist Paddy Lee, toetsenist Gio C. Zuccari, gitarist Cosi Matrigiani, drummer Andy Herman.

## Discografie
- Inauguration The Demo - demo
- Inauguration - ep (2010)
- Rebel to Rebel - single (2010)
- X-Mas Wonderland - single (2011)
- For Queen And Metal - album - (Massacre Records) (2012)[3][4]
- Revolution - album - (Wildgame Music) (2014)
- Seduction - album - (El Puerto Records) (2019)